# Борисик, Александр Михайлович
Александр Михайлович Борисик (29 марта 1978) — белорусский футболист, нападающий.

## Биография
Начал выступать на взрослом уровне в сезоне 1994/95 в составе ФК «Бобруйск» в высшей лиге Беларуси. В том же сезоне перешёл в состав земляков из «Шинника» (позднее — «Белшина»). 10 мая 1995 года отличился первым голом в чемпионате страны в ворота своего бывшего клуба «Бобруйск» (1:1). В составе «Белшины» бессменно провёл пять лет, за это время сыграл более 100 матчей в высшей лиге. Серебряный призёр чемпионата Беларуси (1997), двукратный обладатель Кубка Беларуси (1997 и 1999). Принимал участие в матчах Кубка Кубков.
Выступал за молодёжную сборную Беларуси, в том числе в 1999 году принял участие в матче против сверстников из России.
В 2000 году перешёл в российскую «Томь», за два сезона сыграл 29 матчей и забил один гол в первом дивизионе.
Вернувшись в Беларусь, играл в высшей лиге за жодинское «Торпедо» и «Белшину». В 2003 году вошёл в десятку лучших бомбардиров чемпионата страны с 11 голами. Всего за карьеру в высшей лиге сыграл 169 матчей и забил 28 голов.
С 2005 года до конца карьеры выступал за клубы первой и второй лиги Беларуси — «Барановичи», «Белшину», «ДСК-Гомель», «Химик» (Светлогорск).